# Гама-функција
У математици, гама-функција је функција дефинисана несвојственим интегралом:
{\displaystyle \Gamma (z)=\int _{0}^{\infty }e^{-t}t^{z-1}\,dt.}
Из парцијалне интеграције и израчунавања интеграла за {\displaystyle z=1}, добија се израз
{\displaystyle \Gamma (n+1)=n\Gamma (n)=n!}
који проширује појам факторијелa на комплексне бројеве.

## Дефиниција
Гама-функција {\displaystyle \Gamma (z)\,} дефинисана је несвојственим интегралом за комплексне бројеве {\displaystyle z\,} за које је {\displaystyle \Re (z)>0} на следећи начин:
{\displaystyle \Gamma (z)=\int _{0}^{\infty }e^{-t}t^{z-1}\,dt.}
Другим речима, гама-функција је Мелинова трансформација функције {\displaystyle e^{-t}\,}. Парцијалним интеграљењем се показује следеће њено основно својство:
{\displaystyle \,\Gamma (z+1)=z\Gamma (z).}
Како је {\displaystyle \Gamma (1)=1\,}, комбиновањем ове и претходне релације добија се:
{\displaystyle \Gamma (n+1)=n\Gamma (n)=n(n-1)\Gamma (n-1)=\cdots =n(n-1)(n-2)\cdots 2\cdot 1\cdot \Gamma (1)=n!,}
за све природне бројеве n.
Са друге стране, формулисана у облику
{\displaystyle \Gamma (z)=\Gamma (z+1)/z\,},
она даје аналитичко продужење почетно дефинисаној {\displaystyle \Gamma \,}-функцији до полуравни {\displaystyle \Re (z)>-1}, са полом у {\displaystyle z=0\,}, затим до полуравни {\displaystyle \Re (z)>-2}, са још једним полом у {\displaystyle z=-1\,}, итд. Тако се {\displaystyle \Gamma \,}-функција продужује до мероморфне функције, дефинисане за све комплексне бројеве {\displaystyle z\,} осим полова у непозитивним целим бројевима {\displaystyle z=0,-1,-2,\ldots \ } Под {\displaystyle \Gamma \,}-функцијом се, по правилу, подразумева овако дефинисано продужење.

## Основна својства
Гама-функција није елементарна функција, али су њена својства веома добро истражена због њене повезаности са факторијелом и примене у теорији бројева. Међу најважнијима особинама Гама-функције су функционална једначина
{\displaystyle \Gamma (z)\Gamma (1-z)={\frac {\pi }{\sin \pi z}}}
и Лежандрова дупликациона формула
{\displaystyle \Gamma (2z)={\frac {2^{2z-1}}{\sqrt {\pi }}}\Gamma (z)\Gamma \left(z+{\frac {1}{2}}\right).}
Гама-функција нема нула. У тачкама {\displaystyle z=-n\,}, где је {\displaystyle n\,} ненегативан цео број, гама-функција има пол реда 1 са остатком {\displaystyle (-1)^{n}/n!\,}; њено понашање у околини полова одређено је функционалном једначином.
За велике {\displaystyle |z|\,}, вредности {\displaystyle \Gamma (z)\,} даје са великом прецизношћу Стирлингова апроксимациона формула:
{\displaystyle \Gamma (z)=z^{z-1/2}e^{-z}{\sqrt {2\pi }}\left(1+{\frac {1}{12z}}+{\frac {1}{288z^{2}}}+\mathrm {O} \left({\frac {1}{z^{3}}}\right)\right)}

За све z где је гама-функција дефинисана, важи и следећи бесконачан производ 
{\displaystyle \Gamma (z)={\frac {e^{-\gamma z}}{z}}\prod _{n=1}^{\infty }\left(1+{\frac {z}{n}}\right)^{-1}e^{z/n},}
где је γ Ојлерова константа, који се добија као Вајерштрасов производ функције {\displaystyle 1/\Gamma (z)\,}, која је цела јер гама-функција нема нула, и реда 1 према Стрилинговој формули. Некад се заправо за дефиницију гама-функције узима овај производ, или неки од еквивалентних облика
{\displaystyle \Gamma (z)={\frac {1}{z}}\prod _{k=1}^{\infty }{\frac {\left(1+{\frac {1}{k}}\right)^{z}}{1+{\frac {z}{k}}}}=\lim _{n\to \infty }{\frac {n^{z}n!}{z(z+1)\cdots (z+n)}}.}

Ваљда најпознатија вредност гама-функције за нецелобројне вредности аргумента је {\displaystyle \Gamma (1/2)={\sqrt {\pi }}}, што се може видети нпр. коришћењем дупликационе формуле. Овај резултат даје и вредност такозваног интеграла вероватноће
{\displaystyle \int _{-\infty }^{\infty }e^{-x^{2}}\,dx={\sqrt {\pi }},}
који је од изузетне важности у вероватноћи и статистици. Тако једноставне формуле нису познате већ нпр. за {\displaystyle \Gamma (1/n)\,} ({\displaystyle n>2\,}). За {\displaystyle \Gamma (1/3)\,} и {\displaystyle \Gamma (1/4)\,} је познато да су трансцендентни, као и {\displaystyle \Gamma (1/2)\,}. Такође, {\displaystyle \Gamma '(1)=-\gamma \,}.
Веома ретко користе се и алтернативне ознаке {\displaystyle \Pi (z)=\Gamma (z+1)=z\Gamma (z)\,} и {\displaystyle \pi (z)=1/\Pi (z)\,}. Тако је {\displaystyle \Pi (n)=n!\,}, док је функција π цела.
Према Бор-Молеруповој теореми, гама-функција је једина логаритамски конвексна функција која проширује факторијел на све позитивне бројеве.
Дупликациона формула је специјални случај следеће Гаусове теореме о производу:
{\displaystyle \Gamma (nz)={\frac {n^{nz-{\frac {1}{2}}}}{(2\pi )^{\frac {n-1}{2}}}}\Gamma (z)\Gamma \left(z+{\frac {1}{n}}\right)\cdots \Gamma \left(z+{\frac {n-1}{n}}\right).}
Гама-функција је од изузетног значаја у математичкој анализи, вероватноћи и статистици, теорији бројева, комбинаторици и другим областима математике, те у физици, техници и другим областима.

## Историјат
Гама-функцију први је посматрао и изучавао Леонард Ојлер, који је доказао и функционалну једначину. Неки је називају и Ојлеровим интегралом друге врсте. Ознаку {\displaystyle \Gamma (z)\,} је увео Адријан-Мари Лежандр, коме дугујемо дупликациону формулу.
Индијски математичар Рамануџан доказао је низ фасцинантних идентитета са гама-функцијом.

## Уопштења и везе са другим функцијама
У интегралу којим се дефинише {\displaystyle \Gamma \,}-функција, границе интеграције су фиксиране. Често је пожељно посматрати такав интеграл у којем је доња или горња граница променљива (често у зависности од z), тако се добија непотпуна гама-функција. Логаритамски извод понекад се назива и дигама-функцијом. У статистици и другде је од значаја вишедимензиона гама-функција.

Са апстрактне алгебарске тачке гледишта, интеграл којим се дефинише гама-функција представља конволуцију мултипликативног карактера поља реалних бројева {\displaystyle {\mathbb {R} }} са једним фиксираним адитивним карактером тог поља. На тај начин своју гама-функцију има, на пример, свако алгебарско бројно поље, нормирано локално поље, итд. У теорији бројева, такве гама-функције део су функционалних једначина Л-функција. Види још Риманова зета-функција.

## Апроксимације
Комплексне вредности гама функције могу се израчунати нумерички са произвољном прецизношћу користећи Стирлингову апроксимацију или Ланцошову апроксимацију.
Гама функција се може израчунати са фиксном прецизношћу за {\displaystyle \operatorname {Re} (z)\in [1,2]} применом парцијалне интеграције у Ојлеровом интегралу. За било који позитивни број x може се написати гама функција
{\displaystyle {\begin{aligned}\Gamma (z)&=\int _{0}^{x}e^{-t}t^{z}\,{\frac {dt}{t}}+\int _{x}^{\infty }e^{-t}t^{z}\,{\frac {dt}{t}}\\&=x^{z}e^{-x}\sum _{n=0}^{\infty }{\frac {x^{n}}{z(z+1)\cdots (z+n)}}+\int _{x}^{\infty }e^{-t}t^{z}\,{\frac {dt}{t}}.\end{aligned}}}
Кад је Re(z) ∈ [1,2] и {\displaystyle x\geq 1}, апсолутна вредност задњег интеграла је мања од {\displaystyle (x+1)e^{-x}}. Одабиром довољно великог {\displaystyle x}, овај последњи израз може се учинити мањим од {\displaystyle 2^{-N}} за било коју жељену вредност {\displaystyle N}. Тако се гама функција може проценити на {\displaystyle N} бита прецизности са горенаведеном серијом.
Е.А. Каратсуба је конструисао брз алгоритам за израчунавање Ојлерове гама функције за било који алгебарски аргумент (укључујући и рационални).
За аргументе који су целобројни умношци од 1/24, гама функција се такође може брзо проценити коришћењем аритметичко-геометријских средњих вредности итерација (погледајте посебне вредности гама функције и Borwein & Zucker (1992)).

## Апликације
Један аутор описује гама функцију као „Аргументирано, најчешћу специјалну функцију, или најмање 'посебну' од њих. Друге трансценденталне функције […] називају се 'посебне', јер бисте неке од њих могли избећи држањем подаље од многих специјализованих математичких тема. Са друге стране, гама функцију y = Γ(x) је најтеже избећи.”